# Liverpool
Liverpool város és érseki kerület Északnyugat-Angliában, a Mersey folyó tölcsértorkolatának keleti oldalánál. Nevének jelentése sáros patak, amely az óangol lifer (zavaros, iszapos víz) és pōl (meder, patak) összetétele. Első említése 1190-ből származik.
A város hegygerincre épült, melynek legmagasabb pontja az Everton domb, 70 méterrel magasodik a tenger fölé. Északról Sefton, keletről pedig Knowsley kerülete határolja, míg a Mersey túlpartján Birkenhead és Wallasey városával néz farkasszemet. A város központja mintegy 5 mérföldnyire van a Liverpool öböltől és az Ír-tengertől.
Liverpoolt, amely Anglia egyik legjelentősebb, és ötödik legnépesebb városa, a Liverpool Városi Tanács kormányozza, egyike annak az öt tanácsnak, ami Merseyside grófságban működik. A 2002-es népszámlálás adatai szerint a városnak 441 477 lakosa van, Merseyside grófsággal együtt pedig 1 362 026 fő tartozik hozzá. Liverpool lakosai magukat nem angoloknak, „Scouser”-öknek tartják, mely elnevezés a jellegzetes liverpooli ételből (scouse, magyarul vagdalt húsos főzelék) adódik. Később a scouse kifejezés a liverpooli dialektus szinonimájává is vált.
A 19. század végére Liverpool a „Birodalom Második Kikötője” lett, köszönhetően annak, hogy London után a legtöbb áru a Mersey parti városon ment keresztül. Ekkorra jelentős ipari központtá is vált a település, és bár mára a gyárak nagy része megszűnt, még mindig jól ismert tengeri kikötőváros.
Liverpool a hazája két, nemzetközileg is jól ismert labdarúgó klubnak, az Everton FC-nek és a Liverpool FC-nek.
A sport mellett nemzetközi hírű kulturális központ is a város, különösen híres a könnyűzenéről, hiszen Liverpool, többek között minden idők egyik legsikeresebb együttesének, a Beatlesnek, valamint Heidi Range-nek (a Sugababes alapítója) is a szülővárosa. 2008-ban Liverpool volt Európa kulturális fővárosa.

## Éghajlata
| Hónap                                                         | Jan.  | Feb.  | Már. | Ápr. | Máj. | Jún. | Júl. | Aug. | Szep. | Okt. | Nov. | Dec.  | Év    |
| ------------------------------------------------------------- | ----- | ----- | ---- | ---- | ---- | ---- | ---- | ---- | ----- | ---- | ---- | ----- | ----- |
| Rekord max. hőmérséklet (°C)                                  | 15,1  | 18,9  | 21,2 | 25,3 | 28,2 | 30,7 | 34,3 | 34,5 | 30,4  | 25,9 | 18,7 | 15,8  | 34,5  |
| Átlagos max. hőmérséklet (°C)                                 | 7,2   | 7,3   | 9,4  | 12,2 | 15,6 | 17,9 | 19,7 | 19,4 | 17,3  | 13,9 | 10,2 | 7,5   | 13,2  |
| Átlagos min. hőmérséklet (°C)                                 | 2,4   | 2,1   | 3,8  | 5,1  | 7,9  | 11,1 | 13,3 | 13,2 | 11,0  | 8,2  | 5,2  | 2,5   | 7,2   |
| Rekord min. hőmérséklet (°C)                                  | −12,8 | −11,3 | −7,5 | −5,6 | −1,7 | 2,5  | 6,6  | 3,1  | 1,7   | −2,9 | −7,5 | −17,6 | −17,6 |
| Átl. csapadékmennyiség (mm)                                   | 75    | 54    | 64   | 54   | 55   | 66   | 59   | 69   | 72    | 97   | 83   | 89    | 837   |
| Havi napsütéses órák száma                                    | 56    | 70    | 105  | 154  | 207  | 192  | 197  | 175  | 133   | 97   | 66   | 47    | 1499  |
| Forrás: Met Office, National Oceanography Centre WeatherAtlas |       |       |      |      |      |      |      |      |       |      |      |       |       |

## Története
1207-ben I. (Földnélküli) János (1199-1216) oklevelet adott a településnek, így jött létre Liverpool szabad királyi városa. A növekedés a következő 350 évben gyorsnak egyáltalán nem nevezhető, hiszen a 16. század közepén a lakosság még mindig csak 500 fő volt. A 17. század lassú, de folyamatos kereskedelmi növekedésével a település is gyarapodni kezdett. Az angol polgárháború idején számos ütközet zajlott le a városért, köztük egy 18 napos ostrom 1644-ben. 1699-ben egy parlamenti törvény jóváhagyta, hogy Liverpool saját egyházközséget alapítson. Még ugyanebben az esztendőben elindult Afrika partjai felé a város első rabszolgaszállító hajója, a Liverpool Merchant. A Nyugat-Indiákkal, Írországgal és Európával folytatott kereskedelemnek köszönhetően a város növekedni kezdett. Anglia első vizes dokkja Liverpoolban nyílt meg, 1715-ben. A rabszolga-kereskedelemből származó jelentős bevétel a város virágzásához és gyors növekedéséhez vezetett. A század végére Liverpool uralta az európai rabszolga-kereskedelem 40, míg az angol rabszolga-kereskedelem 80%-át.
A 19. század első felében a világkereskedelem 40%-a Liverpoolon ment keresztül, ahol impozáns építmények hirdették a város gazdagságát. A lakosság száma továbbra is erőteljesen növekedett, különös tekintettel az 1840-es évekre, mikor megkezdődött az ír bevándorlás: több ezren menekültek az éhínség sújtotta szigetről a gazdag kereskedővárosba. 1851-ben már hozzávetőlegesen a város lakosságának 25%-a ír származású volt. A 20. század első felében emigránsok százai érkeztek Liverpoolba szerte Európából. A második világháború alatt, az angliai csatában a német bombázók több mint 80 alkalommal támadtak Liverpool ellen, megölve 2500 embert és lakhatatlanná téve a lakóházak több mint felét. 1952 óta Liverpool testvérvárosa a német Köln, ami szintén erős bombatámadások áldozata volt a világégés alatt. A háború után nagyszabású újjáépítés kezdődött, új lakónegyedek nőttek ki a földből és Anglia legnagyobb dokkja, a Seaforth Dokk is elkészült. Az 1960-as években Liverpool a kultúra központjává vált. Megjelent a „Merseybeat” stílus, mely hamarosan a Beatles szinonimájává vált, de rengeteg más liverpooli zenekar is öregbítette a város hírnevét. A kulturális virágzás ellenére az 1950-es évektől jelentkező gazdasági recesszió következtében a 70-es évekre a dokkok és a hagyományos ipari központok termelése erősen visszaesett, sok munkahely megszűnt. A konténeres szállítás megjelenésével a liverpooli dokkok nagy része elavulttá vált. Az 1980-as években az egekbe szökött a munkanélküliség. A Thatcher-kormányzat a gazdasági válság leküzdésében teljesen magára hagyta a várost és Manchester fejlesztési tervét támogatta, tovább erősítve az ír és skót gyökerekkel rendelkező liverpudlik angolellenességét.
1974-ben Liverpool levált Lancashire grófságról (melynek központja volt addig), és az újonnan megalakuló Merseyside grófság vezetője lett. A 20. század végén kezdődött meg a város megújulása, mely még a mai napig is eltart, hiszen 2008-ban Liverpool volt Európa kulturális fővárosa. A Beatles és a 60-as évek más Merseybeat zenekarainak hírnevére alapozva mára a turizmus vált Liverpool gazdaságának egyik fő húzóerejévé.
2004-ben egy 750 millió fontos beruházás, a „Paradise Development” kezdődött meg a Paradise Street környékén, mely a háború utáni újjáépítések óta a legnagyobb hatású változásokat fogja eredményezni a városközpontban.

## Kultúra
Liverpool nemzetközileg is ismert kulturális központ, különösen gazdag a könnyűzenei, előadó- és vizuális művészeti történelme.
A város továbbá jól ismert a „Liverpooli versek”-ről, amelyek írói közül Roger McGough és Adrian Henri a leghíresebbek. A Henri, McGough és Brian Patten által írt, „The Mersey Sound” című antológiából pedig első, 1967-es kiadása óta már több mint 500 ezer példányt adtak el.
2003-ban pedig Liverpoolt jelölték Európa kulturális fővárosának. 2004 és 2009 között számos kulturális rendezvényt tartottak a városban, melynek a csúcspontja a 2008-as évben volt.

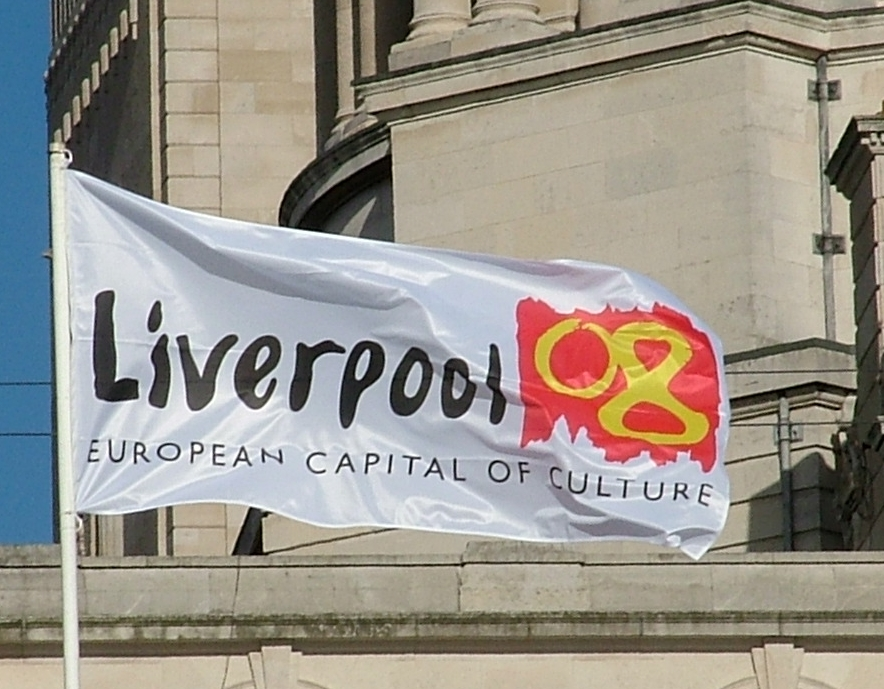
Liverpool Európa kulturális fővárosa címét hirdető zászló a kikötőben, a Port of Liverpool Building előtt

### Előadóművészetek
Liverpool egyik leghíresebb jelenlegi zenekara a Királyi Liverpooli Filharmonikus Zenekar, mely a saját otthonában, a Philharmonic Hallban tartja a koncertjeit. Liverpool különösen erős előadó művészeti történelmét a városban található számos színház is bizonyítja:
- Empire
- Everyman
- Liverpool Playhouse
- Neptune
- Philharmonic Hall
- Royal Court
- Unity

Ezek közül sok színház, többek közt az Everyman, a Liverpool Playhouse és a Unity Színház gazdaságilag is kiemelkedően jól működő közintézménynek számít.

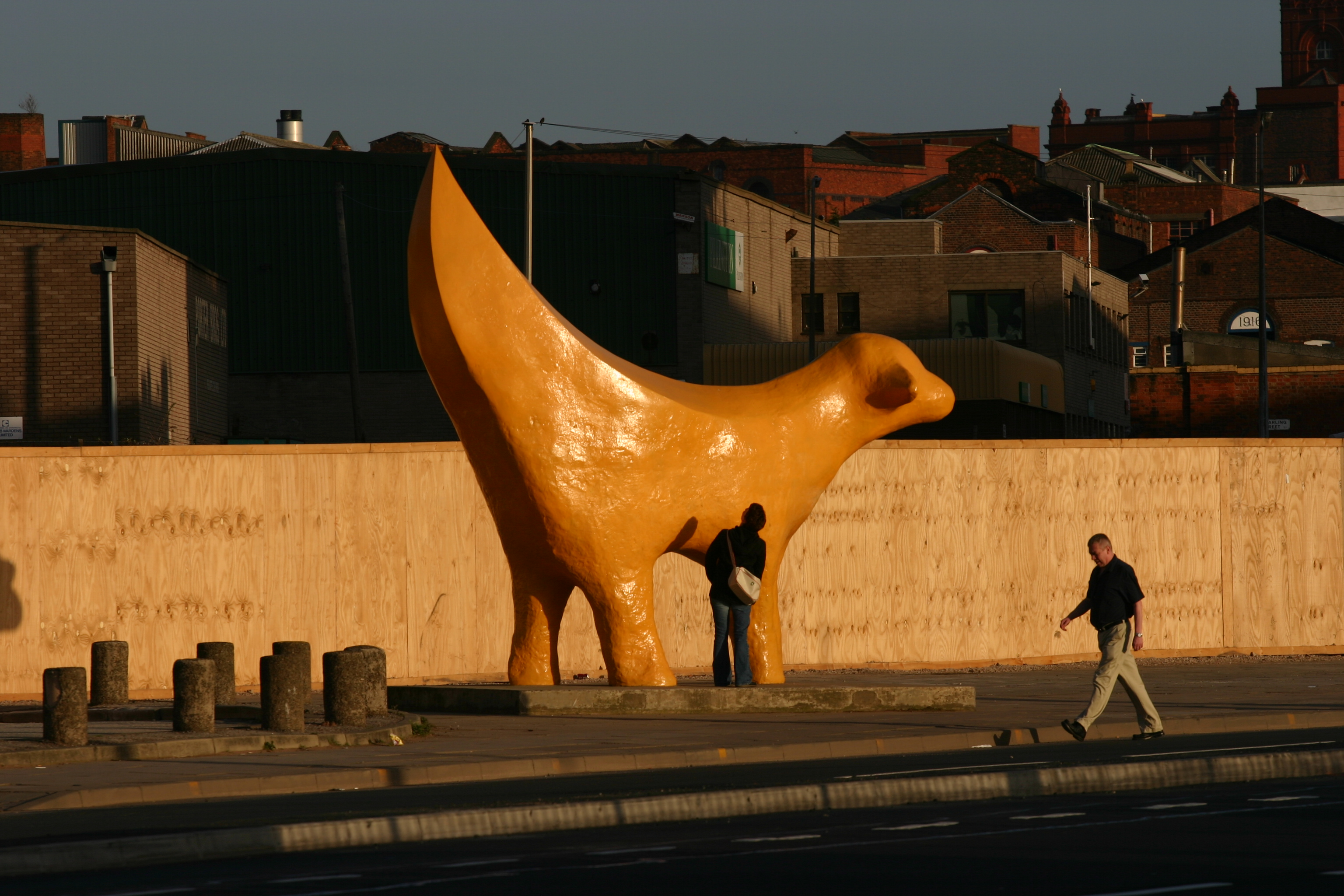
Superlambanana, egy jól ismert köztéri szobor

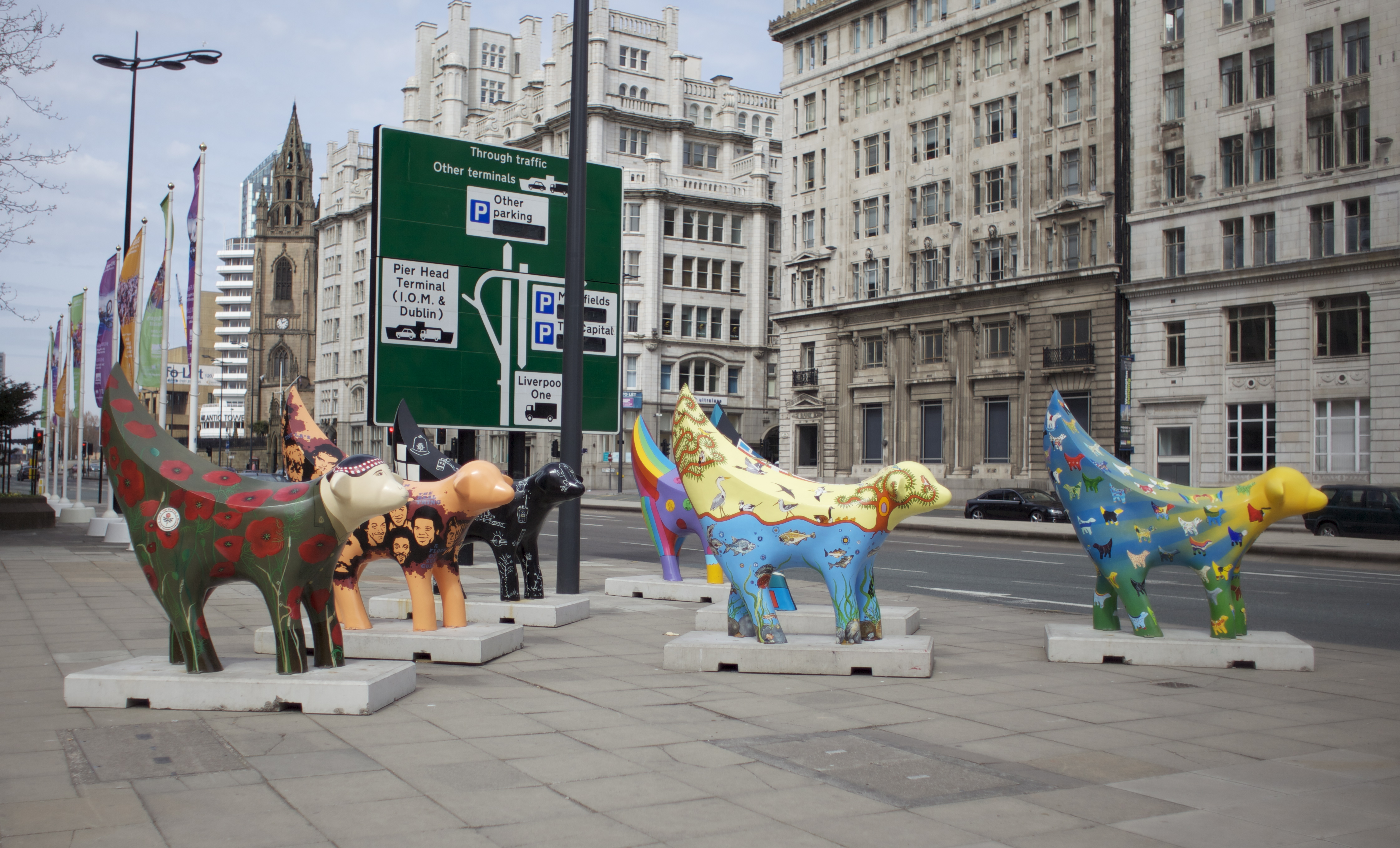
Superlambananas, 2010

### Vizuális művészetek
Liverpoolban vibráló művészeti élet folyik. A Walker Art Gallery-ben számos pre-rafaelita festmény látható. A Sudley House a 20. század előtti művészetek széles tárházával várja a látogatókat, míg a londoni Tate Gallery helyi múzeuma, a Tate Liverpool Gallery az észak-angliai modern művészeti gyűjteményével igyekszik elkápráztatni vendégeit.
Az Egyesült Királyság legnagyobb nemzetközi művészeti fesztiválját, a Liverpool Biennialt két évente rendezik meg. A fesztivál általában szeptember közepétől november végéig tart és három fő részre bomlik: a Nemzetközi, a Független és a Kortárs kiállításokra, melyek időben egymást követik, de sokszor előfordul, hogy a kiállítások végződő- és kezdő időpontjai átfedik egymást. A 2004-es Biennial-on Yoko Ono, egy teljesen meztelen nőt ábrázoló, „My mother is beautiful” című képsorozata kavart nagy vihart, mivel sokan tiltakoztak a város bevásárló utcájában kiállított képek ellen. Az ellenvetésektől függetlenül a képek a helyükön maradtak.

## Sport
Liverpool városának két Premiershipben szereplő futballklubja van: az Everton FC a Goodison Parkban és a Liverpool FC az Anfielden. Mindkét egyesület jelentős mennyiségű sikert ért el története során, a Liverpool 20-szoros bajnok, 6-szoros BEK/Bajnokok Ligája, 3-szoros UEFA-Kupa győztes és 8 alkalommal hódította el az FA Kupát, míg az Everton 9-szeres bajnok, egyszeres KEK-, és 5-szörös FA Kupa győztes.
Az Aintree Lóversenypálya Liverpooltól északra (valójában már a szomszédos Sefton kerületben) található. Itt rendezik meg minden év áprilisában a nemzetközi lóverseny naptár egyik legjelesebb eseményét, a Grand National névre hallgató akadályversenyt. Korábban, az 1950-es, 1960-as években a lovas versenyek mellett motorversenyeket is rendeztek Aintree-ben, többek közt a Brit Nagydíjat is.
A Liverpool Harriers egyike a város öt atlétikai egyesületének, edzőpályájuk a Wavertree Athletics Centre. Liverpoolban jelentős hagyományai vannak az ökölvívásnak is, a legismertebb liverpudli boxolók John Conteh, Alan Rudkin és Paul Hodkinson. Számos amatőr boxversenyt is rendeznek a városban, ahol a Park Road Gymnastics Centre-be lehet edzésekre lejárni. A City of Liverpool Swimming Club a Nemzeti Speedo Úszóbajnokság 1995 és 2006 közötti 11 kiírásából 8-at megnyert. A liverpooli tenisz fejlesztési programjának köszönhetően a Wavertree Tennis Centre az egyik legnagyobb teniszcentrummá vált az Egyesült Királyságban.

## Látnivalók
Liverpool építészeti szempontból nagyon gazdag város, több mint 2500 bejegyzett műemlék épülete van, melyek közül 26 I., 85 pedig II. fokozatú védettség alatt áll. A 18. század végének fennkölt szellemiségű alkotóinak örökségeként egész Angliában kimagaslóan magas mennyiségű nem anglikán épület áll a Mersey parti városban, Westminsteren kívül egyetlen angol városban sincs annyi köztéri szobor, mint Liverpoolban, London után a kikötővárosban található Anglia legtöbb bejegyzett látnivalója és bármily' meglepő, de több György korabeli (I., II., III. és IV. György (1715-1830) uralkodása alatti) épülete van, mint az ilyen stílusú házairól ismert Bath-nak. Sok híres angol építész dolgozott Liverpoolban, többek között Peter Ellis, Harvey Lonsdale Elmes, John Foster, Sir Giles Gilbert Scott, Sir Edwin Lutyens és Sir Frederick Gibberd.

### Vízpart

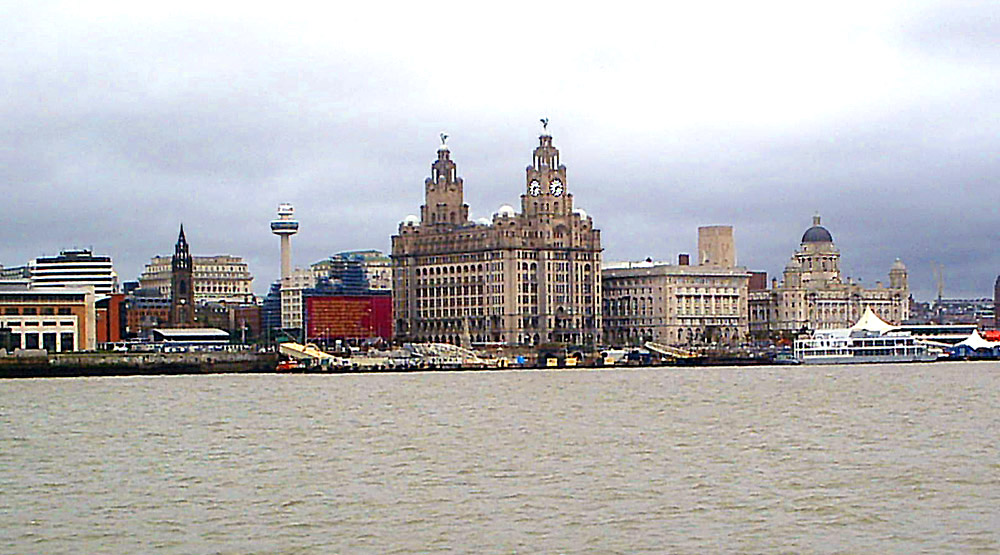
Liverpool látképe a Mersey folyó felől, középen a Royal Liver Buildinggel

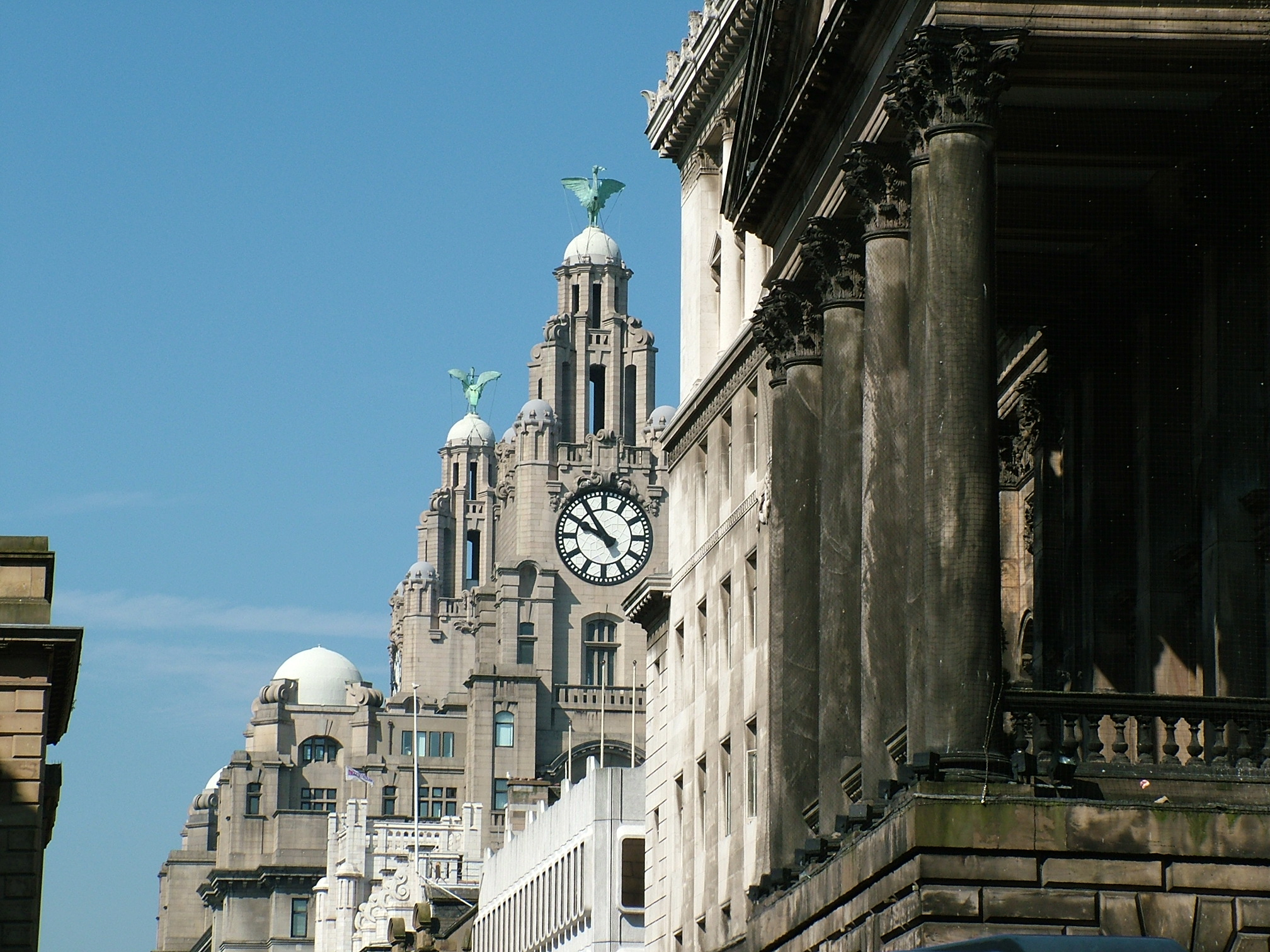
A Royal Liver Building tornyai a Water Street felől, előtérben a Városháza épülete

2004-ben Liverpool vízparti látképe felkerült az UNESCO világörökség listájára, ezzel is jelezvén a város jelentőségét a világkereskedelemben és a dokk technológiák fejlesztésében. 2012-ben veszélyeztetett világörökségi helyszínnek minősítették a vízpartra tervezett fejlesztések miatt. 2021-re a megvalósult beruházások annyira hátrányosan érintették az összképet, hogy a helyszínt törölték a világörökségi listáról.
A dokkok mindig is jelentős helyet foglaltak el Liverpool történelmében, vitathatatlanul a legismertebb közülük az Albert Dokk: ez a világ első zárt, tűzbiztos dokk- és raktár épületegyüttese, és Nagy-Britannia első olyan épülete, amit teljes egészében öntött vas, tégla és kő felhasználásával készítettek. Az 1980-as években felújították, és Anglia legnagyobb I. kategóriás védettségű épületegyüttesévé vált. Az öreg dokképületekben kapott helyet a Merseyside Tengerészeti Múzeum, a Liverpooli élet Múzeum és a Tate Liverpool. A dokkok között található a Stanley Dock Tobacco Warehouse, ami 1901-es átadásakor a világ legnagyobb épülete volt.
A Pier Head nyújtja kétségkívül a leglátványosabb képet Liverpoolról, a móló mögött helyezkedik el ugyanis a Három Grácia (Three Graces), a város három leghíresebb épülete. Az első közülük a Royal Liver Building, mely az 1900-as évek elején épült, a két tornyán lévő bronzkupolákon egy-egy liver bird (Liverpool szimbóluma) látható. A második a Cunard Building, a Cunard hajótársaság egykori főhadiszállása. A harmadik épület pedig a Port of Liverpool Building, a Mersey Dokk és Kikötő Tanács egykori épülete, ahonnan a dokkok életét irányították egykoron.

### Vallási épületek
A Liverpool városába érkező több ezer bevándorló és hajós következtében a városban erőteljes vallási sokszínűség alakult ki, mely mind a mai napi megmaradt. Ennek köszönhetően sok különböző vallás temploma megtalálható a városban, kiegészítve két keresztény katedrálissal.

#### Templomok
Liverpool plébániatemploma, a Miasszonyunk és Szt. Miklós templom, melyet a helyiek "hajósok templom"-ának neveznek, 1257 óta magasodik a város tengerpartja mellett. Jelenleg is rendszeresen tartanak benne katolikus miséket. Figyelemre méltó ezen kívül az 1870-ben bizánci stílusban épült Szt. Miklós görög ortodox templom, valamint az 1883-ban emelt, északi építészeti stílusjegyeket magán viselő Gustav Adolfus Kyrka, ami a svéd tengerészek temploma volt.

#### Katedrálisok

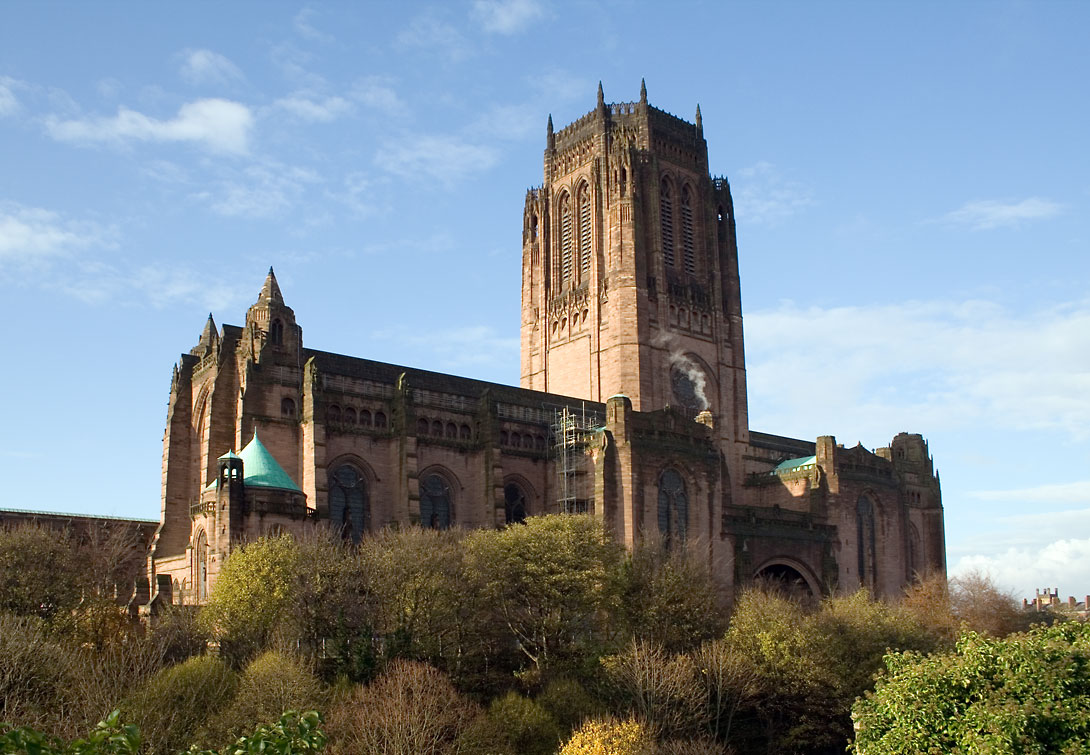
A liverpooli anglikán katedrális északi oldala

A kereskedelemből származó vagyonának köszönhetően Liverpool a 20. század elején megengedhette magának, hogy egyszerre két, hatalmas katedrális építésébe is belefogjon. Az anglikán székesegyházat Sir Giles Gilbert Scott tervezte – máig ez a leghosszabb hajójú, leghatalmasabb orgonájú és leghangosabb harangú székesegyház a világon. A római katolikus érseki székesegyházat Sir Edwin Lutyens tervei alapján kezdték el építeni, de a kripta elkészülte után elfogyott a pénz. Lutyens halála után Sir Frederick Gibberd áttervezte az épületet, és egy, az eredetileg tervezettnél kisebb katedrális készült el végül, de még így is ebben található a világ legnagyobb festett üvegablaka. A két katedrális közötti utat Remény Útjának hívják.

#### Zsinagógák
Liverpoolban több zsinagóga is található, de a leghíresebb közülük kétségkívül a II. védettségi kategóriás Princes Road Zsinagóga.

#### Mecsetek
Liverpoolban található Anglia egyik legrégebbi mecsete, amit 1887-ben egy ügyvéd, az iszlám vallásra áttérő William Abdullah Quilliam alapított. Napjainkban is az Al-Rahma-mecset a legjelentősebb iszlám épület a városban.

### Egyéb híres épületek
A William Brown Street környékét Liverpool „Kulturális negyed”-ének is nevezik, hiszen az itt található három jelentős neo-klasszicista épületben a William Brown Könyvtár, a Walker Art Gallery és a Liverpool Világmúzeum kapott helyet. Nem messze tőlük áll a város talán leglenyűgözőbb neo-klasszicista épülete, a St. George's Hall, ami eredetileg koncert teremnek és bírósági épületnek készült egyben. Ezeknek az épületeknek a környékén található a Wellington emlékmű és a Seble szökőkút is.
Az 1754-ben épült Városháza gyönyörűen megtervezett belső tere is sok látogatót vonz.
A Liverpooli Egyetem Viktória Épülete a korszak divatjának megfelelően vörös téglából épült, így méltó tagja a „Vörös téglás egyetemek” néven emlegetett, szerte Angliában megtalálható, hasonló stílusú felsőoktatási intézményeknek. A Victoria Building legimpozánsabb része az óratorony.
Néhány liverpooli látnivaló nem igazán a funkciójából adódóan vált híressé, hanem egyéb okokból. Ilyen például a „Williamson alagútjai”, mely alagutak a világ legfeleslegesebb járatainak számítanak. A Philharmonic Hall-lal szemben lévő Philharmonic Dining Rooms-ot pedig a messze földön híres viktoriánus kori, díszes mellékhelységei miatt keresik fel a turisták.

## Oktatás
Liverpoolban általános és középiskolai szinten rengeteg választék áll a tanulók rendelkezésére, kezdve az államilag támogatott világi iskoláktól a felekezeti iskolákig, van a városban anglikán, zsidó és római katolikus iskola is. Iszlám vallási iskola jelenleg csak általános szinten érhető el, egyelőre nem folyik iszlám középfokú oktatás a városban.
Liverpool egyik legrégebbi iskoláját a The Liverpool Blue Coat School-t 1708-ban alapították, jótékonysági célból, és még mind a mai napig várja a tanulókat. A Liverpool College a város vezető magániskolája, 3 és 18 éves kor között folyik itt az oktatás, éves tandíja 2005-ben 7320 font volt. Szintén magasan jegyzett a West Derby-ban található korábbi bentlakásos fiú magángimnázium, a St. Edward's College, ami 1996 óta teljesen koedukálttá vált.
A Mersey parti városnak három egyetemi rangú felsőoktatási intézménye van, a University of Liverpool, a Liverpool John Moores University és a Liverpool Hope University. A főiskolai státuszú Edge Hill College of Higher Edication 1931-ben a lancashire-i Ormskirk-be költözött, 2006 áprilisában megkapta az egyetemi rangot.
A Liverpool John Moores University eredetileg műszaki politechnikum volt, 1992-ben emelték egyetemi rangra. Nevét a Littlewoods nevű futball termékeket árusító kiskereskedelmi lánc és érdekszövetkezet alapítójáról, Sir John Moores-ról kapta, aki az Everton FC részvényese és elnöke volt, míg unokaöccse és örököse, David Moores a Liverpool FC többségi tulajdonosa.
A Liverpool School of Tropical Medicine a kereskedők által különböző helyeken elkapott különleges betegségek gyógyítására jött létre, manapság már a University of Liverpool posztgraduális iskolája, és egyike a világ két olyan intézményének, ahol hatalmas anti-vírus készleteket halmoztak fel.
A Liverpool Institute for Performing Arts-ot Sir Paul McCartney alapította 1996-ban, művészek és művészeti technikusok képzésére.

## Közlekedés

### Keresztül a Mersey-n
Liverpoolt három Mersey alatti alagút köti össze a túlparttal, ezek közül egyik, a Mersey Railway Tunnel, vasúti, míg a két másik, a Queensway Tunnel (Királynők útja alagút) és a Kingsway Tunnel (Királyok útja alagút) pedig közúti.
Ezen kívül még mindig rendszeres kompjárat (a Mersey Ferry) biztosítja a kapcsolatot Liverpool és Wirral (a Dee és a Mersey folyók által közrefogott terület) között, a turisták nagy örömére. A kompokat a Gerry and the Pacemakers nevű együttes tette világhírűvé a Ferry Cross the Mersey (Komp szeli át a Mersey-t) című dalával, mely manapság minden komphajón megszólal, mikor Liverpoolban dokkolni készül a városnéző túra végén.
A Mersey-n egy híd is átível, összekötve Liverpoolt Runcornnal, ez a Silver Jubilee Bridge, de a köznyelv egyszerűen csak "Runcorn híd"-ként emlegeti.

### Repülőtér
2001-ben a Liverpool déli részén fekvő Speke kerületben elhelyezkedő repülőteret átnevezték John Lennon repülőtérre, így tisztelegve a város egyik leghíresebb alakja, az egykori Beatles tag előtt. A repülőtér logója Lennon saját magáról készített karcolata, alatta pedig az Imagine című daluk egyik sora, a repülőtér mottója olvasható: „Above us only sky” (Fölöttünk már csak az ég van). A repülőtér volt az egyik leggyakoribb kiindulópontja a Beatles turnéinak, és a gépekbe beszálló énekesekről készült felvételek híressé tették a repülőteret az egész világon.

### Kikötő
A kikötő még ma is Liverpool egyik legforgalmasabb tömegközlekedési csomópontja, hiszen 2002-ben több mint 700 ezer utas használta a létesítményt, legtöbbjük természetesen a legnépszerűbb úti célok, a Man sziget és Írország felé indult innen. A Liverpool-Dublin útvonal nem csak a turisták között népszerű, a liverpooli fiatalok előszeretettel járnak át az ír fővárosba egy-egy délutáni vagy esti buli kedvéért.

### Vasút
A Liverpool környéki vasúti forgalmat a helyi Merseyrail vasúti társaság intézi, a vállalat 2028-ig birtokolja a Liverpool körzetében lévő vasúti közlekedés lebonyolításának jogát. Londonon kívül a Merseyrail útvonala az egyik legforgalmasabb Angliában, a vállalat napi 100 ezer utast szállít. A városon belül szinte végig a föld alatt futnak a vonalak. Két fő irányvonala van a Liverpoolból kivezető vasúti pályának, az egyik az Északi Vonal, ami Southport, Ormskirk, Kirkby és Hunts Cross felé vezet, a másik pedig a Wirral Vonal, ami a Mersey Railway Tunnelen keresztül szeli át a folyót, West Kirby, New Brighton, Ellesmere Port és Chester irányába.
A város fő távolsági közlekedést szolgáló vasútállomása a Lime Street pályaudvar. Innen indulnak többek között a Londonba, Manchesterbe, Birminghambe, Prestonba, Leedsbe, Sheffieldbe, Nottinghambe és Norwichba közlekedő járatok.

### Múlt
A régi időkben Liverpoolt kiterjedt villamos hálózat szőtte be, biztosítva a könnyű és gyors tömegközlekedést a városban, de a járatokat az 1950-es években megszüntették és elbontották a vonalakat. 1893-tól a dokkok irányába magasvasút szállította az utasokat, de az ország többi vasútvonalától eltérően, ez a vonal kimaradt az 1948-as államosításból, 1956-ban gördült ki az utolsó szerelvény, ami a magas pályán közlekedett. Több helyi vasútjárat, mint például az Edge Hill és Kirkdale között húzódó Canada Dock Branch ma már nem szállít utasokat, csak és kizárólag a teherfuvarozásból tartja fenn magát, míg másokat, mint például az észak-liverpooli meghosszabbított szakaszt egyszerűen elbontottak.

### Jövő
2001-ben született határozat a villamoshálózat újbóli felépítéséről, a Merseytram első vonalának átadását 2008-ra, a kultúra évére tervezték. Miután a központi kormányzat csökkentette az előzetesen beígért támogatások összegét, 2005 novemberében törölték a villamosvonal tervezetét.

## Média
Mivel Liverpoolban nincs az országos televíziós társaságoknak helyi kirendeltsége, ezért erősen alul reprezentált a város a médiában, az ország többi, hasonló méretű városaihoz képest. Az ITV regionális részlege, ami lefedi Liverpool környékét is, az ITV Granada, aminek a központja Manchesterben van, igaz a 80-as, 90-es években Liverpoolban készítették a regionális hírműsorokat. Ugyancsak Manchesterben székel a BBC körzeti stúdiója is. Manchester érezhető befolyása a regionális médiára örökös vitatémát szolgáltat a helyieknek.
Az ITV napi magazinját, a This Morning-ot 1996-ig az Albert Dokkról közvetítették, de ekkor átköltözött a műsor szerkesztősége Londonba. A Granada rövid életű bevásárló csatornája, a shop! liverpooli székhelyű volt, de 2002-ben a csatornát megszüntették.
Liverpool az otthona a helyi érdekeltségű Mersey Television cégnek, mely a nemrégiben véget ért szappanopera, a Brookside gyártója volt. Jelenleg a Hollyoaks című műsort a Channel 4-nak, a Grange Hill-t pedig a BBC-nek forgatják. A Mersey Television az All3Media tulajdona.
A város ellenben már jobban áll a más jellegű médiával. Két helyi újság van, az egyaránt a Trinity Mirror csoport által kiadott Daily Post és az Echo. A Daily Post valamivel nagyobb területet fed le, többek közt Észak-Wales-ben is terjesztik. Négy helyi érdekeltségű rádiócsatorna működik, a BBC Radio Merseyside, a Juice FM, a Radio City és a Magic 1548. Utóbbi kettő közös stúdióban működik a St. John's rádiótoronyban, mely a két katedrálissal együtt uralja a város látképét. A független médiaszervezetnek, az Indymedianak szintén van liverpooli kirendeltsége.
A város több filmben is szerepelt.

## Gazdaság
A város gazdasága az ezredforduló környékén elkezdett folyamatosan magához térni, a második világháború óta hosszasan elnyúló hanyatlásból. 1995 és 2001 között a város GVA-ja (bruttó hozzáadott érték) fejenkénti 6,3% növekedést mutatott, szemben London 5,8, és Bristol 5,7%-ával. A munkahelyek növekedésének aránya 9,2% volt, szemben az országos átlag 4,9%-os eredményével, az 1998-2002 közötti időszakban.
Csakúgy, mint az ország többi részében, jelentős fejlődésen ment keresztül a szolgáltatáson alapuló iparág, több jelentős call-center is létrejött. A kikötő forgalma az új távközlési infrastruktúra kiépítésének köszönhetően még sokáig felülmúlja majd az elvárásokat. Az új típusú média megjelenésével a város jelentős eredményeket ért el a számítógépes játékok fejlesztésében.
A turizmus már most is fontos tényező Liverpool gazdaságában, de a várakozások szerint 2008-ban, amikor Liverpool lesz  Európa kulturális fővárosa a város különösen kiemelkedően fog teljesíteni ezen a téren. Mindez a vendéglátóipar gyors fejlődéséhez vezetett, új, magas színvonalú szállodák, éttermek és klubok épülnek. A város épületei nem csak a turistákat vonzzák, hanem a filmeseket is, köszönhetően változatosságának, Liverpoolt gyakran használják a világ különböző városainak dublőrjeként. Liverpool mára Anglia második legtöbbet filmezett településévé vált London után.

## Liverpool kerületei
Liverpool kerületei ábécésorrendben:
- Aigburth, Allerton, Anfield
- Belle Vale, Broadgreen
- Childwall, Clubmoor, Cressington, Croxteth
- Dingle
- Edge Hill, Everton
- Fairfield, Fazakerley
- Garston, Gateacre, Grassendale
- Hunts Cross
- Kensington, Kirkdale, Knotty Ash
- Mossley Hill
- Netherley, Norris Green
- Old Swan
- St Michael's Hamlet, Sefton Park, Speke, Stoneycroft
- Toxteth, Tuebrook
- Walton, Wavertree, West Derby, Woolton

## A város szülöttei
- Joey Barton
- Pete Burns
- Jamie Carragher
- Kim Cattrall
- Carol Decker
- Toni Duggan
- Robbie Fowler
- George Harrison
- Holly Johnson
- Glenda Jackson
- Rickie Lambert
- John Lennon
- Julian Lennon
- Paul McCartney
- Liz McClarnon
- Steve McManaman
- Kevin Nolan
- Wayne Rooney
- Ringo Starr
- Jodie Taylor
- Black (Colin Vearncombe)

## Testvérvárosok
- – Köln, Németország
- – Várna, Bulgária
- – Dublin, Írország
- – Melbourne, Ausztrália
- – Odessza, Ukrajna
- – Rotterdam, Hollandia
- – Sanghaj, Kína